# 鳥島 (八丈支庁)
鳥島（とりしま）は伊豆諸島の島である。直径約2.7kmの概円形の火山島で、東京の約600km南に位置する。特別天然記念物のアホウドリ繁殖地として知られ、動物・植物・地質鉱物保護のため島全体が国の天然記念物（天然保護区域）に指定されている。1965年に気象観測所が閉鎖してからは無人島。
他の「鳥島」と区別して伊豆鳥島とも呼ばれる。1902年噴火以前は外輪山の旭山・月夜山と、中央火山の子持山の3峰が見えたため三子山（みつねじま）とも呼ばれていた。
市区町村所属未定（2025年1月1日時点）。東京都八丈支庁が所管する。

## 地理

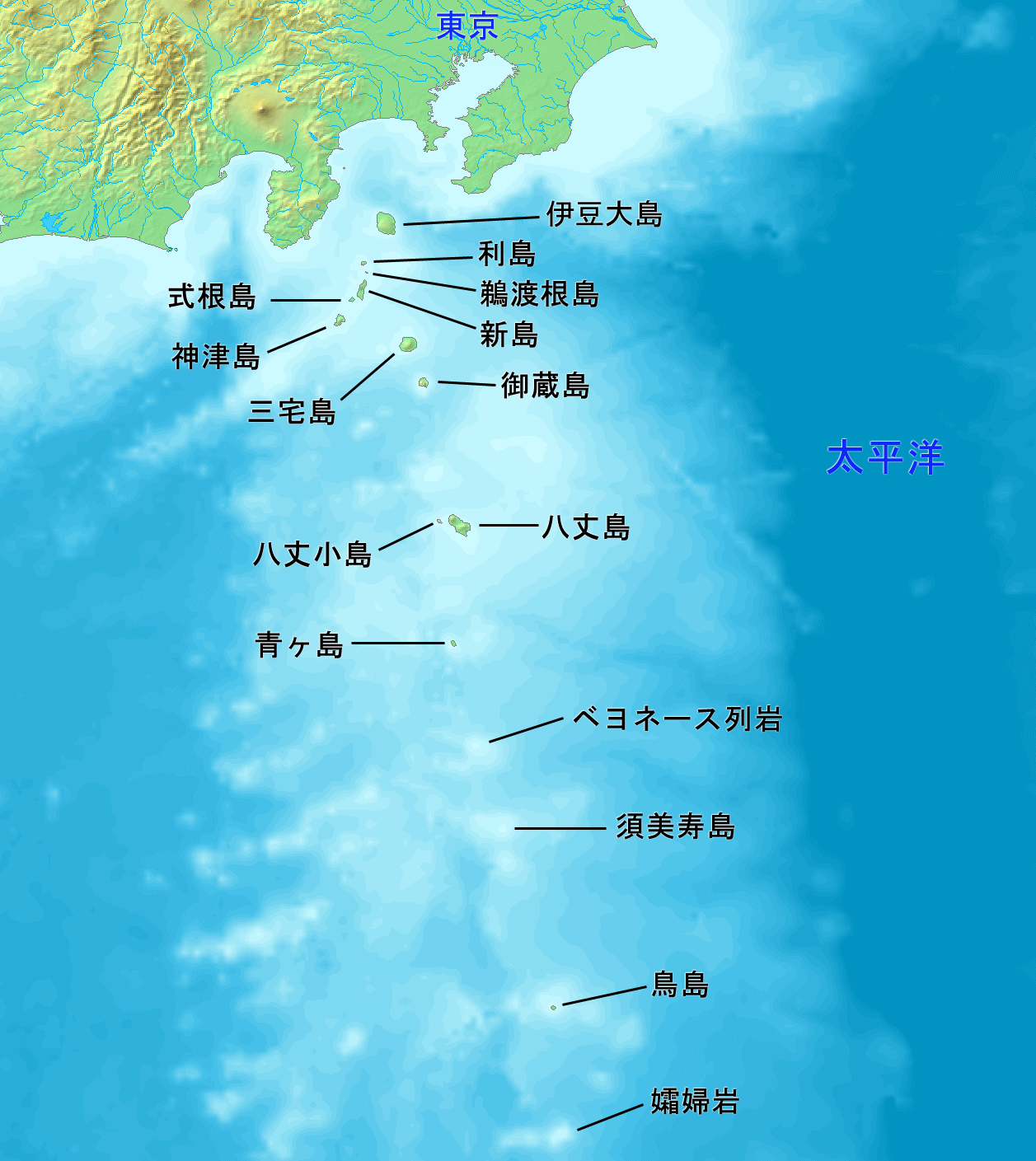
鳥島の位置

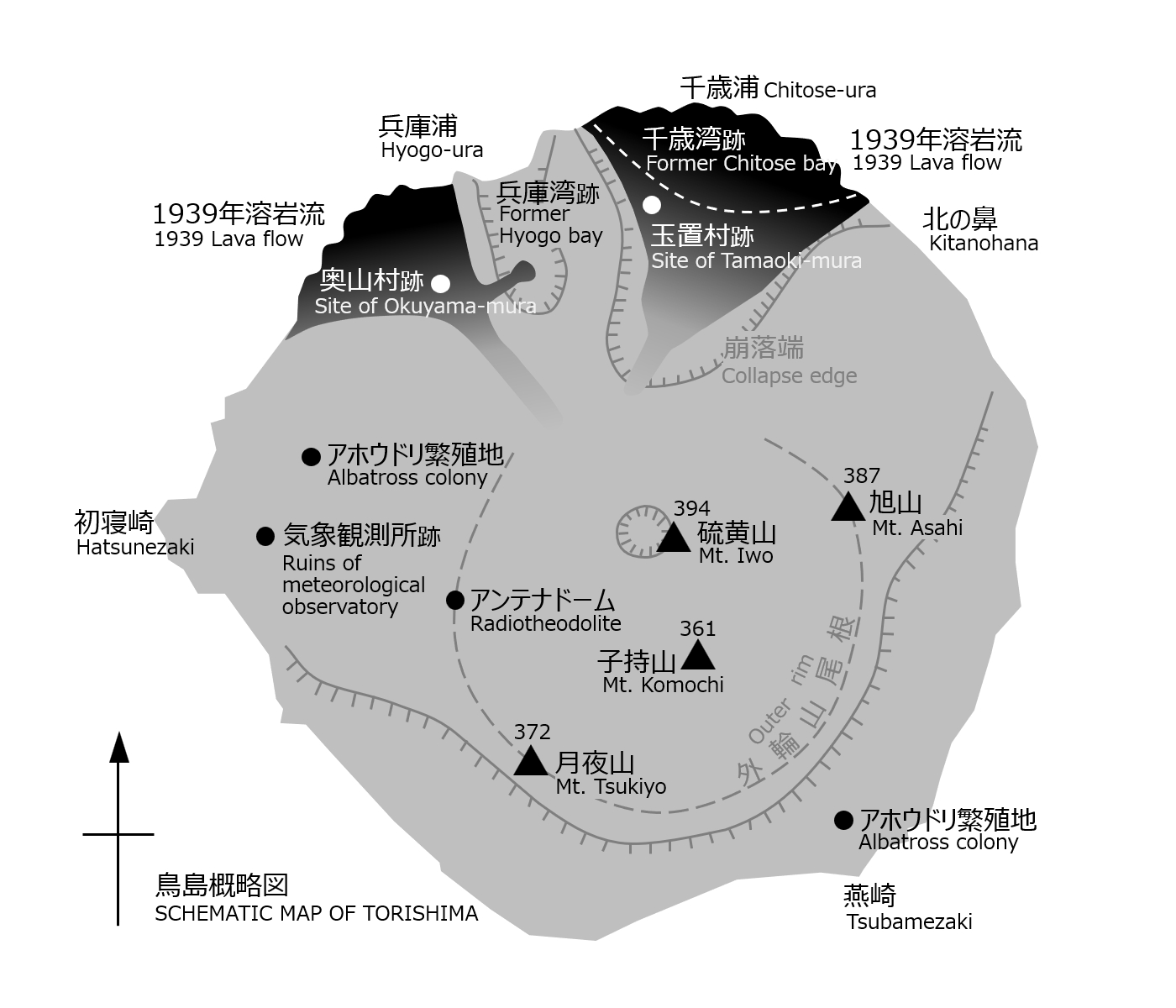
鳥島概略地図

東京の南、都庁から582km、須美寿島の南南東約110km、孀婦岩の北約76kmに位置する。ほぼ円形の二重式成層火山島で、海底火山である鳥島カルデラの南縁に位置する。
活動期は第四紀の後期更新世以降、気象庁により特に活動度が高い火山活動度ランクAの活火山に分類されている。記録に残っているだけで1871年、1902年、1939年、1998年、2002年に噴火した。1902年の大噴火では島民125人が死亡した。
直径約1.5kmのカルデラを持ち、外輪山の東のピークとして旭山（標高387m）、南西に月夜山（標高372m）がある。1939年噴火のスコリアでできた中央火口丘は硫黄山と呼ばれ、島で最も高い標高394m。硫黄山南東の子持山（標高361m）は1902年噴火の大火口生成で西側が失われた中央火口丘の一部である。島の北西海岸の海蝕崖は10m前後と低いが、旭山の東から燕崎にかけては200m以上、南西部では300m近い。
成層火山体は主に玄武岩で形成され、カルデラ形成期にはデイサイトを噴出、1939年に生成した中央火口丘（硫黄山）は安山岩から成る。

## 人間活動
現在は無人島であるが、明治時代から戦前にかけて経済活動のため人が居住していた。戦時中は海軍と少数の陸軍が駐屯、戦後も硫黄採取が行われたり、気象観測所が設置されていた時期がある。島の西側に1965年の群発地震で閉鎖された気象庁鳥島気象観測所の遺構が残り、山階鳥類研究所の調査員宿泊所として地震計記録室だった建物を利用している。
東京府は1897年8月に鳥島を小笠原島の付属と定め、1901年4月に八丈島の付属と定めた。1980年代に八丈町が先住権・登記簿を理由として島の編入を東京都に申し立てると、青ヶ島村も島からの距離の近さを訴えこれに反発した。自治省（現・総務省）に裁定が委ねられるも決着せず、所属町村は未定である（2025年1月時点）。このため、鳥島には本籍を置くことができない。現在は東京都が直轄し、都の出先機関である東京都八丈支庁が管理している。

## 自然
鳥島は噴火の影響により植生遷移の初期段階にあり、植物相は貧弱で、内陸では北西部の斜面にイソギクやラセイタソウなどの草本類が、海岸にはハマゴウやガクアジサイが生育するだけである。一部人間が持ち込んだクロマツやリュウゼツラン、アズマザサが自生している。
鳥島はアホウドリ（特別天然記念物）などの海鳥の繁殖地として有名で、かつては鳥が一斉に飛び立つと島全体が浮き上がるように見えたと比喩されるほど多くの海鳥がいた。そのため、1930年（昭和5年）の山階鳥類研究所の創設者山階芳麿の調査を初めとして、さまざまな学術調査が行われてきた。しかし、アホウドリは羽毛採取・食肉の目的で、八丈島出身の実業家玉置半右衛門の手によって1887年（明治20年）から捕獲が始まり、捕獲が禁止される1933年（昭和8年）まで推定約1,000万羽が乱獲され、禁止された当時は50羽ほどしか生息していなかった。
1949年（昭和24年）のアメリカ人研究者オースチンの調査では絶滅の可能性も指摘されたが、1951年（昭和26年）に気象庁鳥島気象観測所所長の山本正司が再発見した。以後観測所職員らにより保護プロジェクトが行われ、1965年（昭和40年）の群発地震による観測所の閉鎖まで続いた。
1981年（昭和56年）より環境庁（現環境省）によるアホウドリの生息状況調査および繁殖地の維持・保全事業がおこなわれており、現在でも年数回の上陸調査が実施されている。1994年（平成6年）の調査で約159つがいが確認されている。
またオーストンウミツバメも数万から十数万羽規模で繁殖していたが、人間とともに移入されたネコ（現在は死滅）とクマネズミによる捕食で激減し、特に1965年に無人島化してからは、残ったクマネズミがコロニーを消滅させてしまった。現在も多数生息するクマネズミを排除することは、鳥島の自然回復のポイントとなっている。
その他にはカンムリウミスズメやクロアシアホウドリなどの海鳥、猛禽類のチョウゲンボウ、イソヒヨドリやウグイスなどの鳥類が確認されているが、両生類や爬虫類は確認されていない。
沿岸にはザトウクジラやイルカなどの海洋生物が回遊する。
これらの生物相の特徴に加え、比較的最近の火山現象が観察できることから植物・動物・地質鉱物の全ての点において貴重であると判断されたため、1965年（昭和40年）5月10日に国の天然記念物の「天然保護区域」として地域指定された。また、希少な海鳥類の生息地として保護する目的で、1954年（昭和29年）11月1日に国指定鳥島鳥獣保護区（希少鳥獣生息地）に指定されている（面積453ha）。

## 歴史

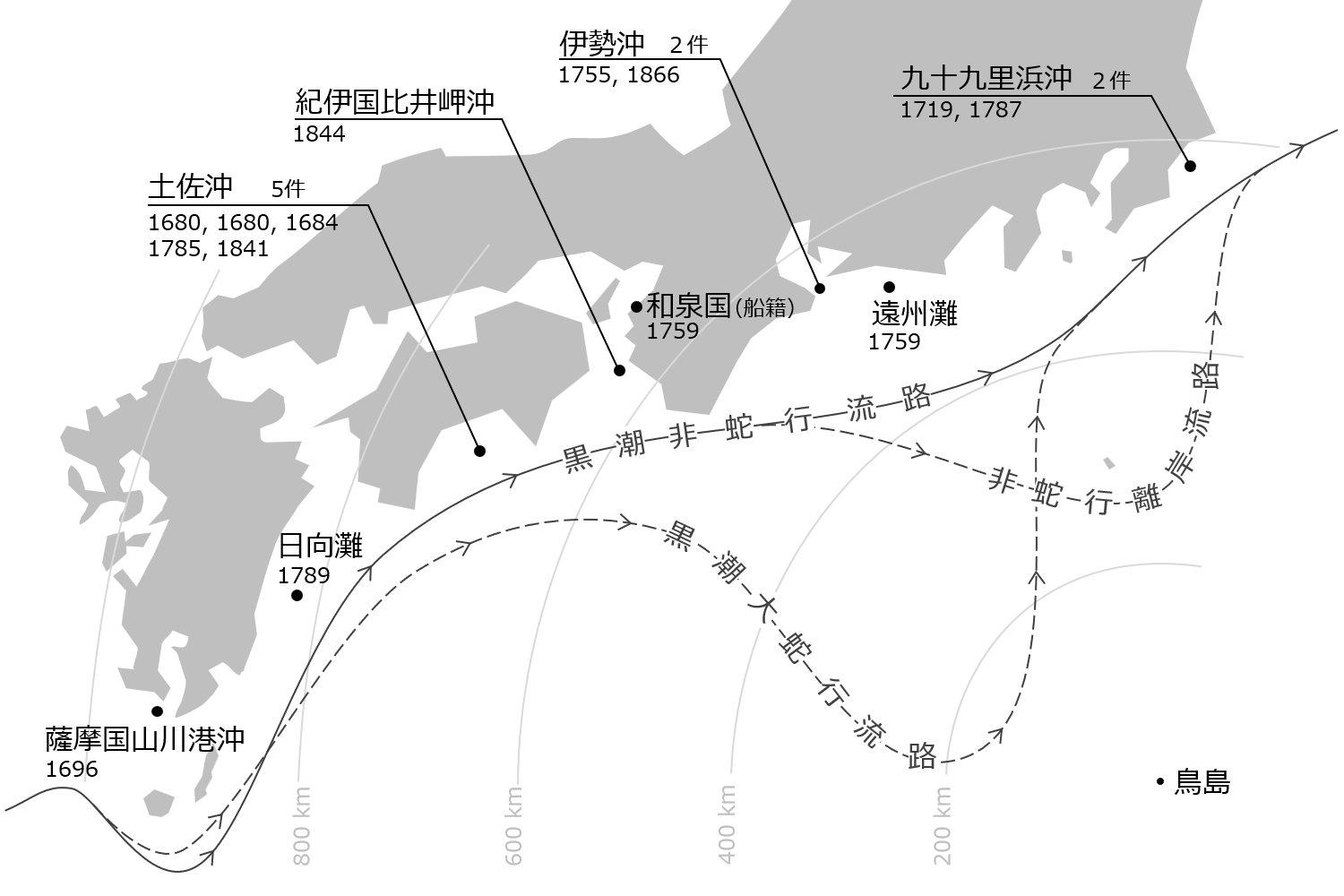
江戸時代の鳥島漂着の漂流開始位置。平川、竹原「江戸時代の漂流記と漂流民―漂流年表と漂流記目録―」(2023)、気象庁web「海水温・海流の知識 黒潮」をもとに作成。

江戸時代には多くの船が鳥島に漂着している。漂着が多かったのには黒潮でときおり起こる大蛇行の影響があると考えられている。吉村昭によると、この島に漂着し脱出できた者の記録は15例以上ある。たとえば土佐国の船乗り長平（野村長平）はアホウドリで食いつないで12年間生活し、後から漂着した者達と一緒に船を造って青ヶ島に脱出した。また、ジョン万次郎ら5人が漂着したのも鳥島であるが、彼らは約5ヶ月でアメリカの捕鯨船に救助されている。後の文久3年に万次郎らが「一番丸」で父島から捕鯨に出漁した際、鳥島に上陸して領有を示す高札を建てた。
1887年、玉置半右衛門が「鳥島拝借並ニ定期船御寄島願」を東京府に提出。島の位置未確定のため借地許可は下りなかったが、船の寄港は認められた。同年、玉置は南洋探検に向かう「明治丸」に乗り、鳥島に上陸。島でのアホウドリ捕獲を開始した。1888年、玉置は「鳥島拝借御願書」を東京府に提出。同年、無償での10年間の借地が許可された。その後の15年間で600万羽のアホウドリが捕獲された。1898年には借地は10年間延長され、1902年には島の土地3万9325坪が196円63銭で玉置に払い下げられた。1902年8月時点では、島内に唯一の集落である戸数50-60戸からなる玉置村が形成されていた。

### 1902年（明治35年）の噴火

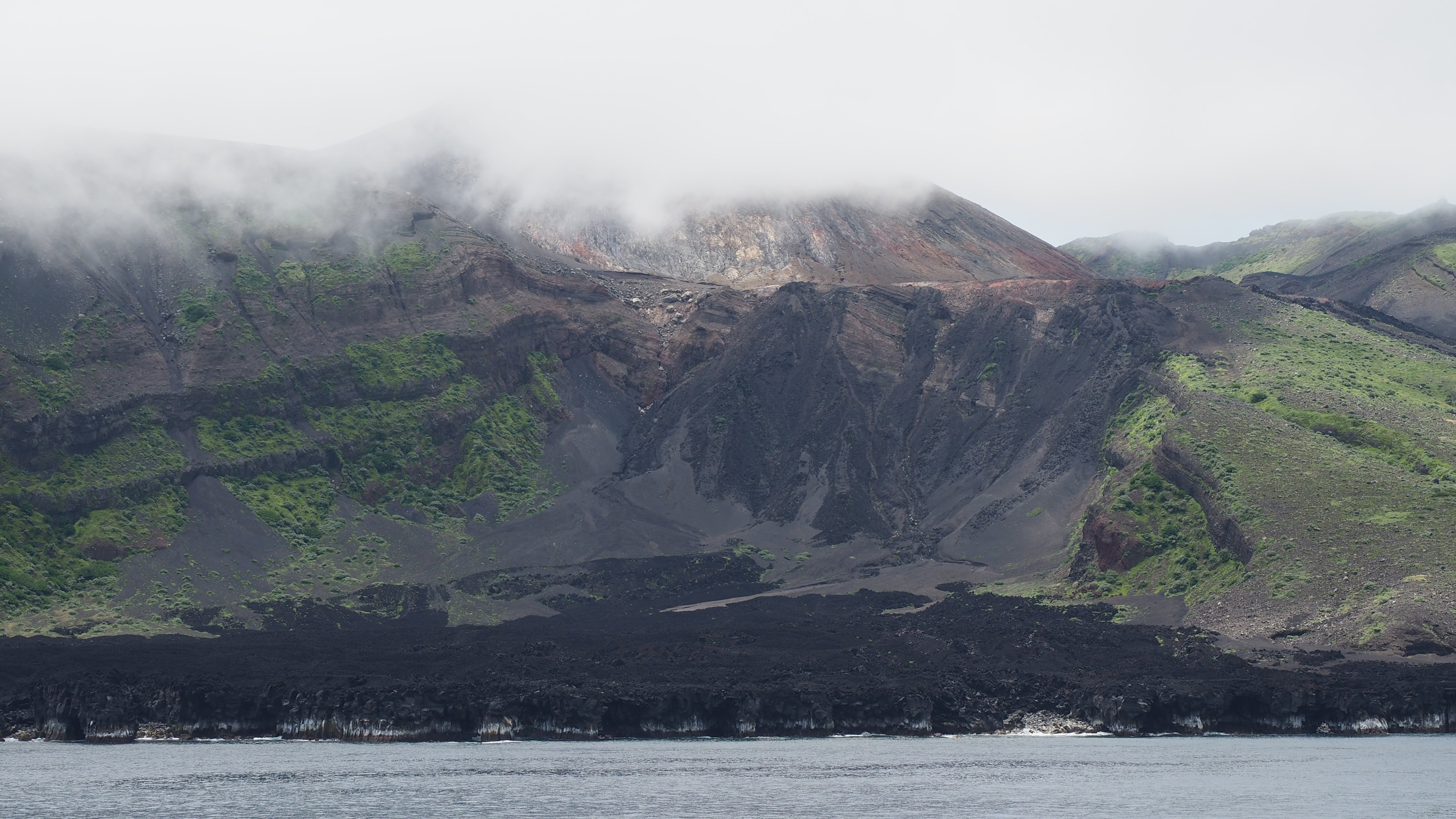
かつて千歳湾と玉置村があった鳥島北部の千歳浦。村は1902年噴火により住民と共に消滅、千歳湾は1939年噴火で埋没。

1902年（明治35年）の噴火では島にいた125名全員が死亡した。
鳥島噴火第一報は、1902年8月13日に父島に寄港したスクーナー愛坂丸による。硫黄島に向かっていた愛坂丸は8月10日午前10時頃、鳥島及び島の南西の海での噴火に遭遇した。連続した大砲のような音、家ほどもある焼石の落下、熱気により島に近づけなかった。愛坂丸は父島で乗組員をひとり下船させ、硫黄島に向けて出港後行方不明となった。後に、父島で下船した乗組員は煤のついた材木に乗った女性の死体が漂っていたと語っている。
より詳しい状況は、横浜 - 小笠原航路の汽船兵庫丸（日本郵船、1438総トン、船長 川室清造）によりもたらされた。愛坂丸の噴火目撃3日前の8月7日午後2時に兵庫丸が鳥島を出港したとき異常はなく、噴火は8月7日夜から9日夜の間に始まったと推測された。第一報に接した兵庫丸は8月15日に父島を出港、8月16日午前8時頃約25マイルの距離から鳥島南西の海底火山噴出を認め、さらに接近して島中央からの黒煙の断続的な噴出を目視した。10時半頃より2 - 3マイルの距離で汽笛を鳴らしながら鳥島の東から北、西に周回したが人影、家屋は認められなかった。島は北西の一部を除き噴出した砂石で覆われ、村があった直上に最も大きい噴火口があり、千歳湾は土砂が崩壊し原型をとどめていなかった。海底火山からは650フィート(約200m)に達する噴出があり、位置は北緯30度27分38秒、東経140度13分27秒と報告された。兵庫丸は正午に島を離れ、8月17日八丈島に寄港後、8月18日に横浜に帰港した。島に生存者はいないと判断された。
8月24日午前、内務省が借り上げた兵庫丸と軍艦高千穂が鳥島に到着、上陸を含む調査を行った。中央火口丘である子持山の西腹が失われ南北の長さ約1km、東西の幅約300mの薬研形の火口を生じていた。火口北部は鎮静、中央から南にかけて蒸気の噴出が見られ、南部ではゴーゴーという音が聞こえていたものの噴火はおさまりつつあり、海底火山の噴出も見られなかった。千歳湾は周囲の崖が崩れてほぼ埋まっていた。崖中腹の傾斜が緩い標高約27m（90尺）の土地に玉置村はあったが、調査に同行した島への出稼ぎ経験のある数名が知る場所に村の痕跡は全く無く、崩壊した地盤と共に海中に落ちたと推測された。また、千歳湾の西に新たに湾が出現しており、兵庫丸の名をとって兵庫湾と名付けられた。
噴火数か月前から鶏が朝の時を告げず、温泉が高温になり、桜に異変があったとの噂があった。1902年6月に母島から鳥島に渡り、脚気療養のため8月7日の兵庫丸で母島に戻った佐々木高藏の証言によれば海水、魚、草木、作物に異常はなく、ただし、7月頃湧き出している温水が少し濁り、8月5日に誰も気にしない程度のゴーゴーという地響きを伴う鳴動を感じたという。そのため、噴火の著しい前兆はなかったと考えられている。
噴火翌年1903年、玉置半右衛門は29名と共に鳥島に渡りアホウドリ捕獲を再開したものの事業は振わず、1922年（大正11年）に最後の家族が離島し無人島となった。

### 1939年（昭和14年）の噴火
1939年（昭和14年）の噴火は比較的穏やかなストロンボリ式であり、人的被害は無かった。噴火時の住人40名、牛50頭。
1927年（昭和2年）9月16日、行政の勧めもあり鳥島開発のため八丈島から奥山秀作ほか3名が島に渡り、翌年家族も移住した。牧牛、オーストンウミツバメ等の羽毛採取、漁業、珊瑚採取、トウモロコシ・芋・スイカ・キュウリ等の栽培が行われた。兵庫湾の西、月夜川谷下流にあった集落は奥山村と呼ばれた。
1929年（昭和4年）2月15日、山階芳麿が芝罘丸（後の芝園丸）にて鳥島を訪れている。粗末な校舎の前で十人足らずの小学生が日の丸の旗を立てて歓迎してくれたという。アホウドリの主な繁殖地は外輪山内側にあり、1902年の大火口と月夜山の間の砂礫地に約1000羽、旭山の西に約400羽。クロアシアホウドリの繁殖地は全て島の周囲の波が打ち寄せる岩の上にあった。オーストンウミツバメは島の南から西にかけて無数の穴を掘り、数羽の迷い鳥だったコアホウドリは島民の保護により約50羽に増えていた。この他、オオワシ、ハヤブサ、イソヒヨドリ、シチトウメジロ、トリシマウグイスを確認。また、小規模繁殖地でのアホウドリ鏖殺を見学して「見るに堪えなかつた。今思ひ出しても愉快でない」とコメントしている。
1939年8月18日午前4時山上に三筋の白煙があり、正午頃より黒煙、午後2時頃ドンドンという1 - 2分毎の鳴動と共に降灰、午後5時に爆音、午後7時には山上の噴煙中に火が見えるようになり、午後10時半頃大きな爆発と共に直径2mほどもある岩石が吹き上げられ、その後も赤熱した激しい噴出が続いた。多くの住民は夕刻より珊瑚船海幸丸（25トン）に乗船して海上に避難した。8月19日に5名が第六神港丸にて八丈島に出発、8月20日に当日6時半に到着した笠置丸（日本郵船、3141総トン）にて5名が横浜へ、海幸丸にて26名が八丈島に向けて出発した。
8月23日午前11時、芝園丸（近海郵船、1831総トン）により八丈島から支庁、警察、島民代表が派遣され上陸および航空写真による調査が行われた。月夜山から観察したところ1902年の旧火口の崖に新火口ができて溶岩が噴出していた。9月中旬には全島が灰・砂に覆われ、草木はほぼ枯死し、島中央に新しい山が出現した。この新山は1946年8月の調査時、本多彪により硫黄山（いおうやま）と名付けられた。
1939年10月1日、兵庫湾にて牛45頭、家財道具等を芝園丸に積み込もうとしたが強風により荷役に支障があり、牛の世話のため9名を残して漁船神港丸にて八丈島に戻り善後策を講ずることとした。しかし1902年の旧火口を満たした流動性に富む溶岩が北側に溢れ、10月2日午前10時20分、幅10mほどの溶岩が奥山村まで約500m流下して住宅2棟8戸を飲み込み付近に延焼、さらに海に到達して水蒸気が立ち上った。そのため奥山秀作、菊池義雄を除く7名と積める限りの荷物を39トンの漁船山口丸に乗せ、午後3時頃、兵庫湾から八丈島に向けて出港した。残っていた2名は10月4日午後2時30分、量徳丸にて離島、翌日八丈島に到着した。
10月15日、千歳湾側に溶岩が流出し海に到達。数箇月の間、夜になると崖を降下する溶岩流の赤光が遠い海上からも見えたという。港として使用していた兵庫湾は10月中旬より浅くなっていたが、12月中旬に湾口が閉塞した。

### 1947年 - 1965年　測候所開設と群発地震による閉鎖

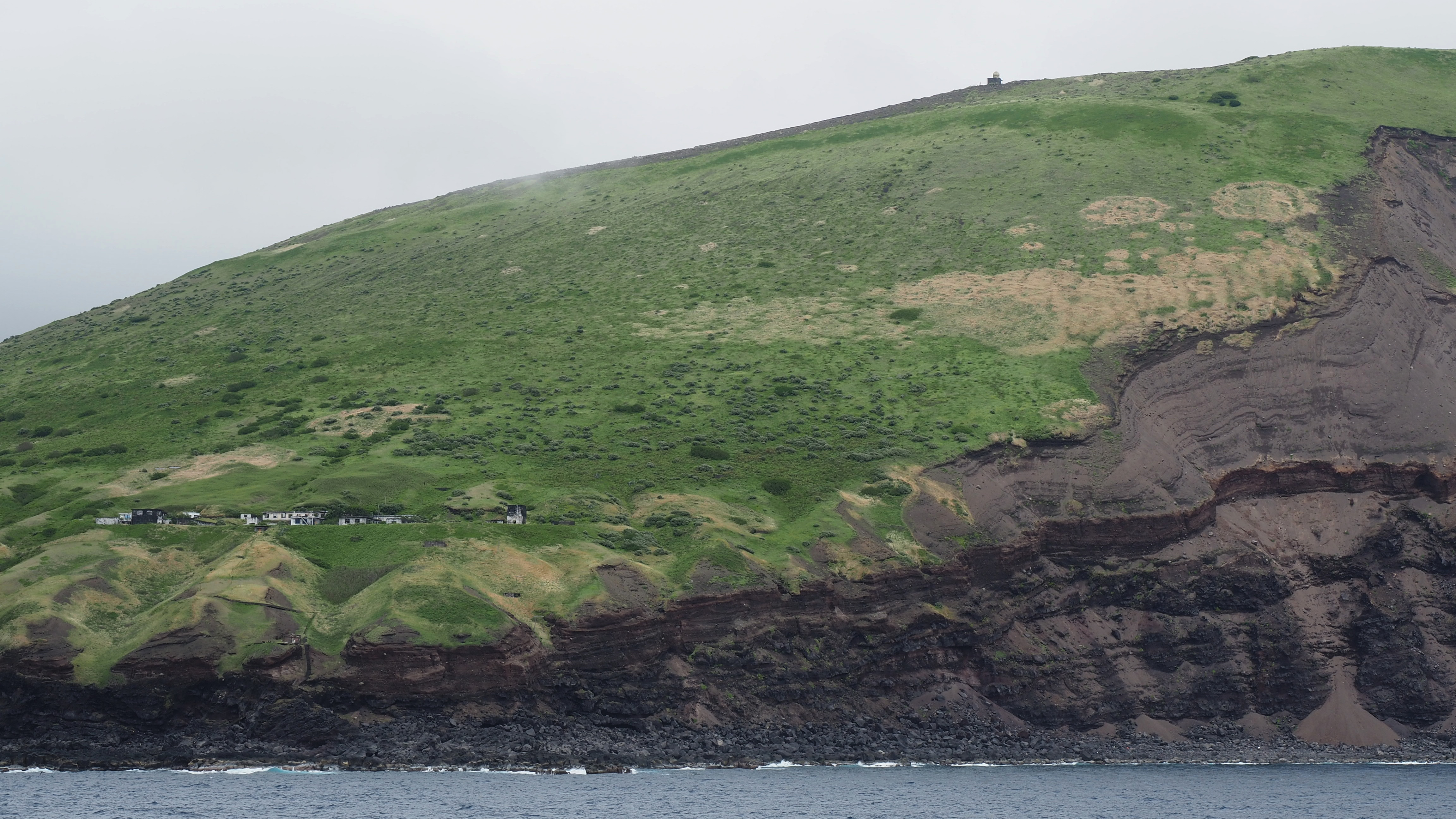
西から見た鳥島。左下に気象観測所跡。右上は月夜山に建設されたラジオゾンデ追跡アンテナのドーム。

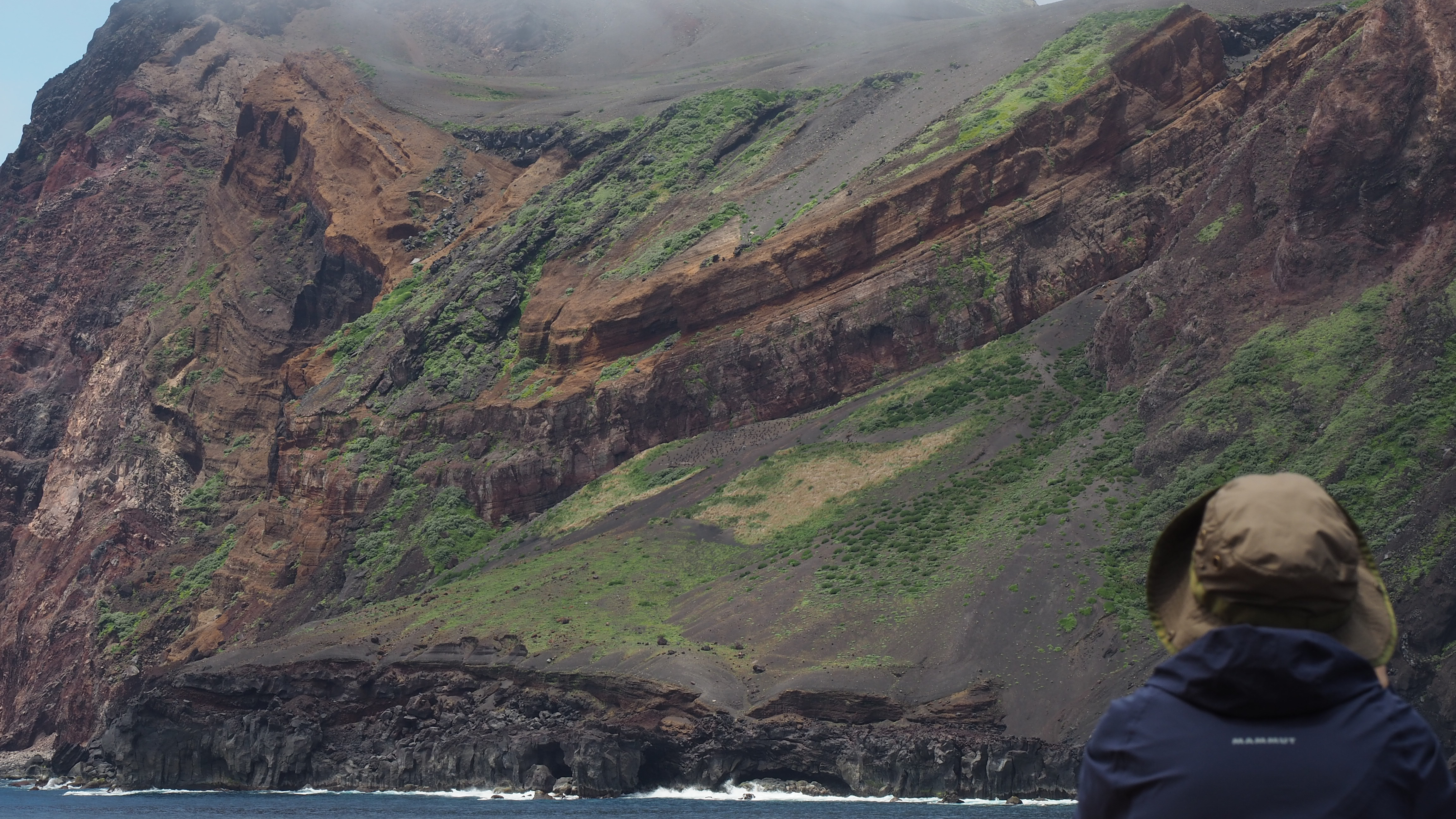
燕崎付近。写真中央の傾斜地上端付近にアホウドリの繁殖地が見える。

1947年（昭和22年）から1965年（昭和40年）まで、鳥島には職員が駐在する気象庁の気象観測所（設置時は中央気象台の測候所）があった。
1946年1月のGHQ指令により、2月から中央気象台（1956年に気象庁）は測候所開設準備を始めた。上陸舟艇の岩礁乗揚げや天候不良のなかでの設備作業を経て、1947年6月1日、鳥島での気象観測を開始した。当初、測候所は掘立小屋同然であったが、1955年（昭和30年）1月に近代的な建物が完成。1956年（昭和31年）4月には高層気象観測のため月夜山にラジオゾンデ追跡用ドーム（D55A型自動追跡記録型方向探知機）が設置された。1958年頃の所員は40名、補給は3箇月毎に凌風丸により行われた。雨水利用のため水不足となることがあり、1958年10月には補給船により水が運ばれた。島内の平坦な場所として測候所から徒歩40分の旭山西側の砂地があり、ここを運動場としてソフトボールも行われていた。環境は厳しく、公務中あるいはこれに準ずる職員死亡による気象庁葬は、中央気象台が気象庁になった1956年から鳥島気象観測所が閉鎖した1965年まで9年の間に全国で5件あったが、その内2件は鳥島で発生した海中転落事故である。
1951年1月6日、伊豆大島噴火に関連して鳥島火口原の変化有無を調べていた測候所の山本正司が島南東部の燕崎付近でアホウドリを発見した。オースティン (Oliver Luther Austin Jr.) による1949年の洋上からの観察で絶滅したと思われていたアホウドリの再発見は、新田次郎の小説「孤島」の題材ともなっている。測候所職員は野生化した猫の駆除や営巣地斜面に草を植えるなどの保護活動を行った。
1965年（昭和40年）11月、震度4の地震が発生し、有感地震・火山性微動が続いた。火山災害が懸念されたため気象観測所は開設から約18年で閉鎖、鳥島は無人島となった。

### 1998年と2002年の噴火
1998年（平成10年）2月と10月の航空写真の比較により、硫黄山火口南西縁に直径35mの火孔が発見され、小規模な噴火があったと推測された。この火孔周辺に噴出物は無く、陥没孔と考えられている。
2002年（平成14年）8月8日、9日に漁船が目にしみる白い噴煙に遭遇。10日未明に別の漁船がマグマ水蒸気噴火による火柱を目撃した。11日15時30分頃遊漁船から海上保安本部に白煙の通報があり、同日17時38分から航空機による観測が始められた。その結果、硫黄山火口縁に新たな火孔が生じていることや、高度200 - 300mの白い噴気と灰色の堆積物が観察された。火山活動は激しくなり12日未明にマグマ噴火、13日には1 - 2分毎に爆発、連続的に噴出する噴煙は高度1200 - 1500mに達した。14日に活動が弱くなり始め、19日には噴煙が認められなくなった。新火孔は約70m×50mと南北に長く、内壁はほぼ垂直で覗いても暗くて底が見えなかった。噴火期間中の風向きの影響により、噴出したスコリアと火山弾のほとんどは火孔の北北西に堆積した。

## 交通
定期便はなく、交通手段は八丈島から船のチャーターもしくは、ヘリコプターのみである。島全域が天然記念物に指定されているため、東京都より許可を得た者のみが上陸できる。
1902年の噴火で、島北部に兵庫湾と呼ばれるマールができ、大正から昭和初期にかけて港湾として使用されていたが、1939年の噴火で埋まってしまった。島の西岸の初寝崎には、かつて気象庁が整備したA港とB港があるが、波の浸食により、僅かに一部が残るのみであり、接岸はゴムボートのみ可能である。島の周囲は暗礁が多く、近づきすぎて座礁する船も少なくない。
鳥島は小笠原やグアム方面へ向かう航路上に位置し、アホウドリを観察するためにクルーズ客船がすぐ沖合いを周遊する。

## 鳥島を扱った作品

### 小説
- 井伏鱒二『ジョン万次郎漂流記』 1937年
- 織田作之助『漂流』　1942年
- 新田次郎『孤島』　1955年
- 新田次郎『火の島』　1966年
- 青山光二「信天翁の島は裂けて」　1974年(『竹生島心中』　1977年　所収)
- 吉村昭『漂流』 1976年

### 漫画
- みなもと太郎『風雲児たち』

### 映画
- 漂流 1981年

### ノンフィクション
- 森銑三「鳥島に漂著した人々」『傳記文學初雁』 講談社学術文庫863 1989年 ISBN 978-4061588639
- 池内博之の漂流アドベンチャー 黒潮に乗って奇跡の島へ - NHKのドキュメンタリー
- 金曜日のスマたちへ（2010年8月6日放送） - アホウドリ保護増殖事業の一環として上陸[70]。
- 長谷川博　オキノタユウの島で 無人島滞在“アホウドリ”調査日誌 偕成社 2015年5月19日 ISBN 978-4030034105
- NHKスペシャル 小笠原の海にはばたけ～アホウドリ移住計画～
- 髙橋大輔　漂流の島：江戸時代の鳥島漂流民たちを追う 草思社 2016年5月19日 ISBN 978-4794222022
- 小林 郁 　新編 鳥島漂着物語 18世紀庶民の無人島体験　2018年8月4日 ISBN 978-4635820776
- ダークサイドミステリー「謎の無人島 鳥島サバイバル〜人の生命を試す島〜」 （NHK BSプレミアム、2022年6月2日放送）[71]
- 世界の何だコレ!?ミステリー2時間SP〜約240年前の日本で起きた･･･遭難船がたどり着く恐怖の島!?（フジテレビ、2022年11月2日放送）

## ギャラリー

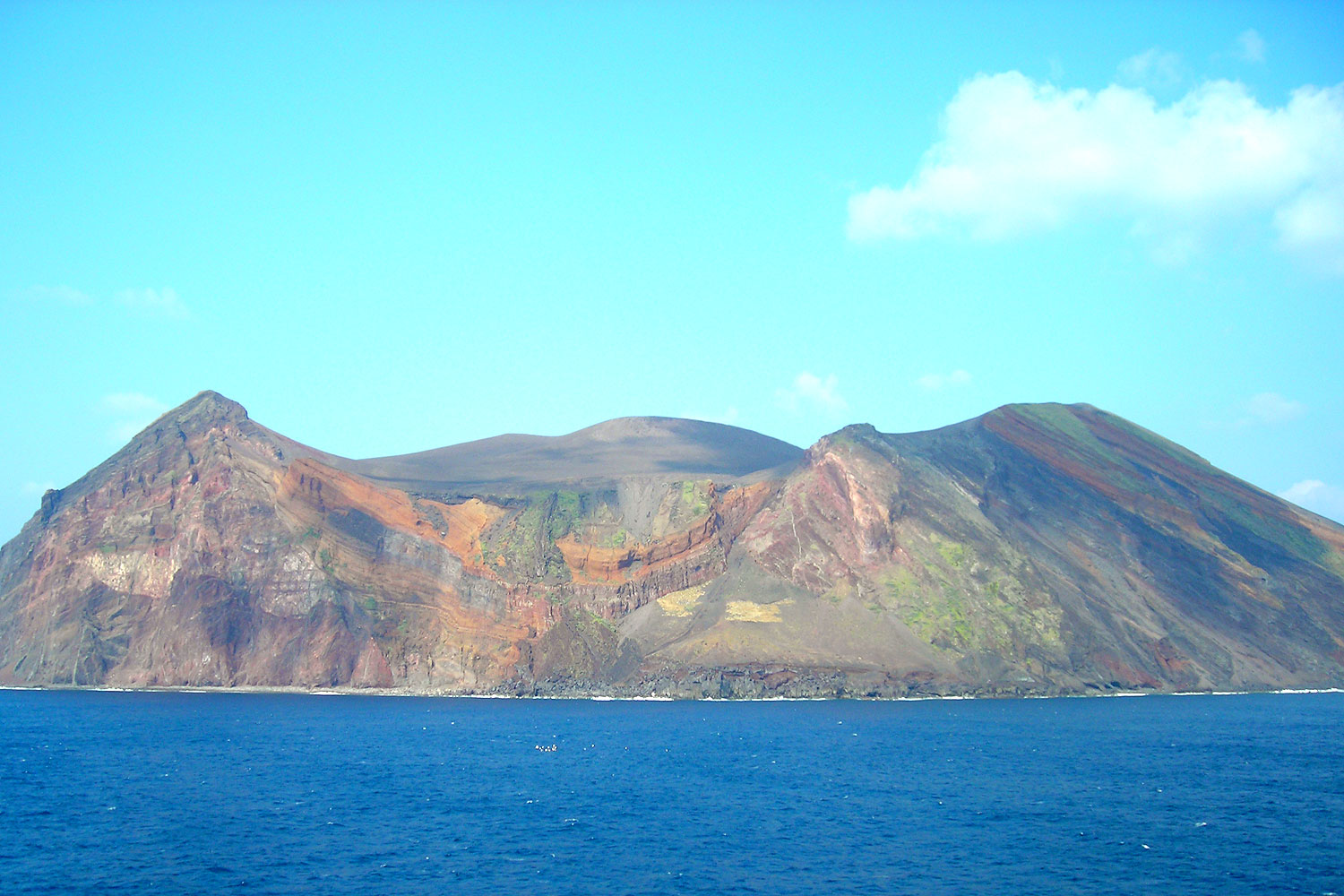
鳥島南岸の燕崎沖から。中央部よりやや右下の位置に、黄土色をしたアホウドリのコロニーが見える（2007年）
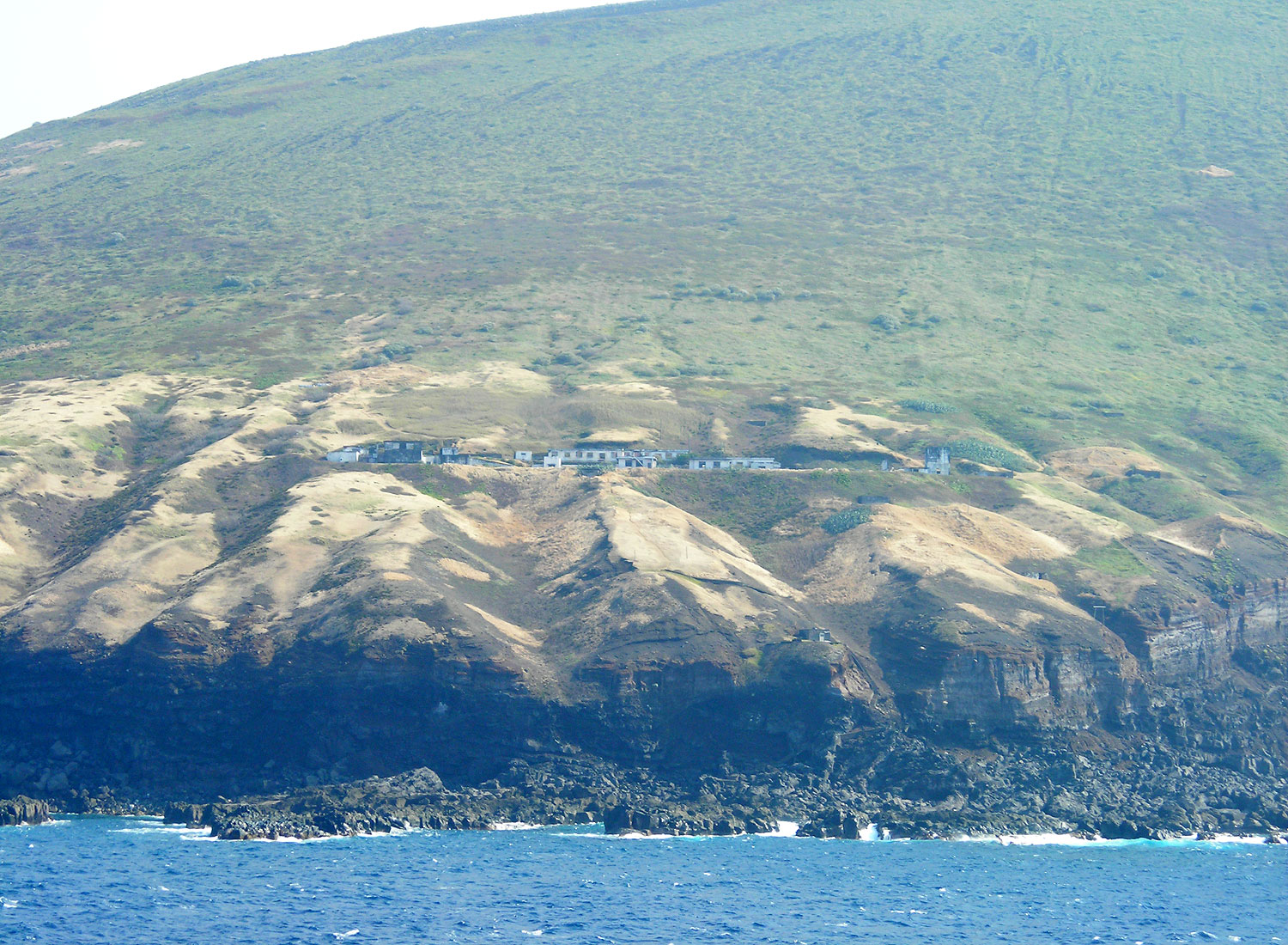
鳥島気象観測所跡（2007年）
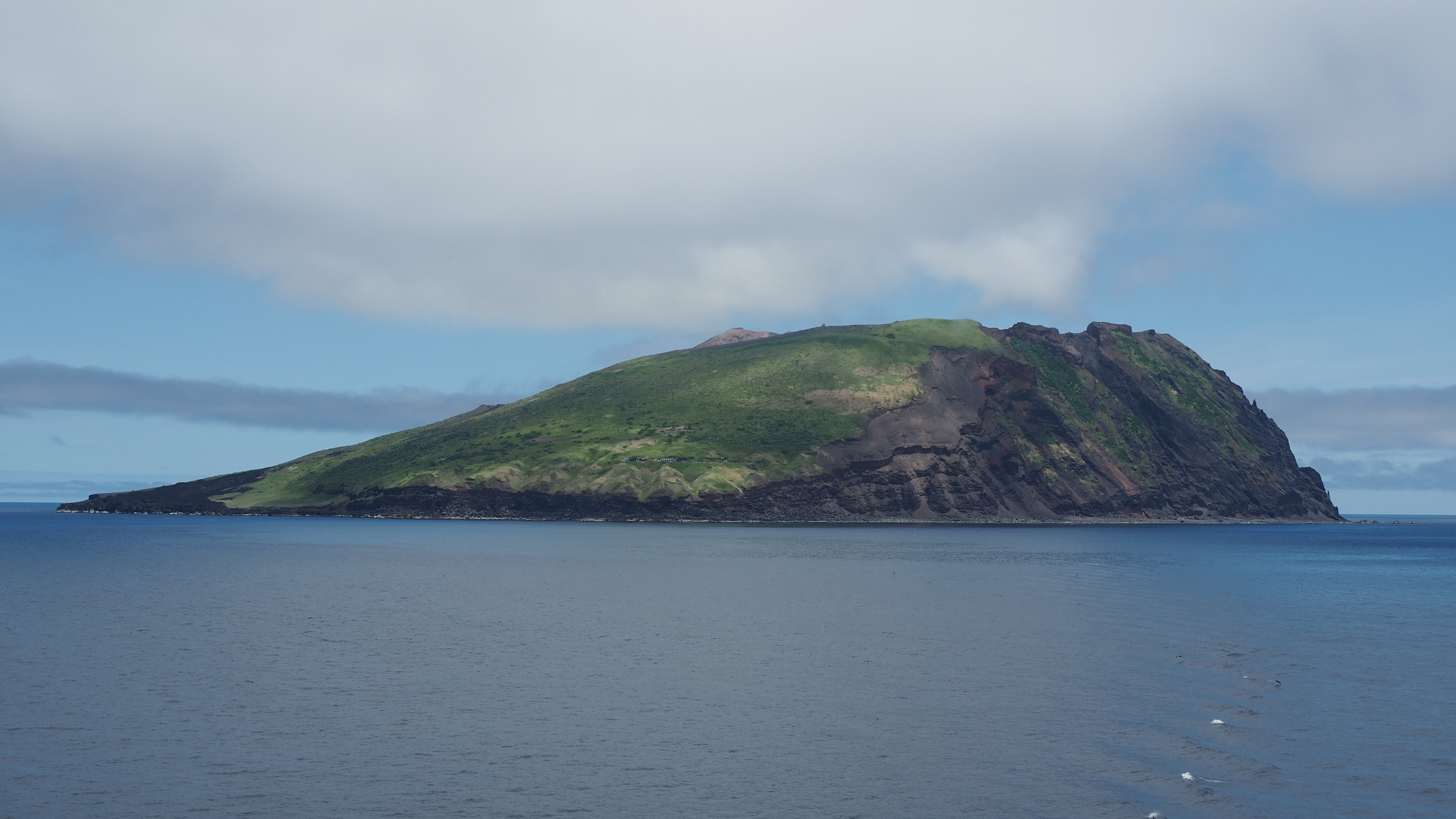
西から見た鳥島。左端の黒い部分は1939年噴火時の溶岩（2025年）